# Скальные ящерицы
Скальные ящерицы (лат. Darevskia) — род некрупных пресмыкающихся, обитающих на территории Кавказа, Ирана и Турции в лесных и травянистых местообитаниях с многочисленными выходами горных пород. Среди скальных ящериц известно 7 партеногенетических видов.

## Описание
Это небольшие ящерицы с длиной тела 50—85 мм и с примерно в два раза более длинным хвостом. Тело обычно уплощённое, голова заострённой формы и у большинства видов сплюснута в вертикальной плоскости, что позволяет ящерицам прятаться в узких щелях между камнями и в скалах. У скальных ящериц сравнительно длинные ноги с особыми мозолями на внутренних поверхностях лап и острыми когтями, благодаря которым они быстро передвигаются по вертикальным шершавым поверхностям скал и камней.
Окраска скальных ящериц варьирует от различных оттенков зелёного до песочного. Самки обычно окрашены бледнее самцов. На спинной стороне тела у скальных ящериц имеется затылочная полоса, слагаемая набором чёрных или бурых пятен и широкой линией основного цвета ящерицы, а по бокам от тела — тёмные узоры. У некоторых видов на передней трети тела располагаются синие или фиолетовые пятна с белым окружностями в центре, и/или одноцветные сине-фиолетовые пятна на стыке брюшных щитков с туловищными чешуями. Для большинства видов скальных ящериц характерна разнообразная окраска брюшной стороны тела, варьирующая от различных оттенков розового, красного и оранжевого до жёлтого и зелёного.

## История описания и этимология
В 1830 году профессор Казанского университета Э. А. Эверсман (1794—1860) совершил экспедицию на Северный Кавказ, в результате которой он описал два новых вида: луговую ящерицу (Lacerta praticola (Eversman 1834)) и скальную ящерицу (Lacerta saxicola (Eversman 1834)). В тот период европейские учёные не признавали самостоятельность вида L. saxicola, рассматривая его в составе европейского L. muralis (Laurenti, 1768). Но в начале XX в. между двумя зоологами Мехели (1862—1953) и Буланже (1858—1937) велась продолжительная дискуссия о таксономическом положении L. saxicola, разрешившаяся в пользу первого, и L. saxicola с подвидами в дальнейшем рассматривались отдельно от L. muralis. На протяжении нескольких десятков лет учёные из разных стран независимо друг от друга занимались изучением монофилетической группы скальных ящериц, выделяя новые подвиды, упрощая некоторые таксоны и описывая новые виды. Именно на этой группе ящериц впервые было обнаружено явление партеногенеза у амниотических позвоночных животных, открытое отечественным зоологом И. С. Даревским (1924—2009), внёсшим также существенный вклад в понимании экологии, систематики и морфологии скальных ящериц. В его честь в 1997 году испанский учёный Аррибас назвал род скальных ящериц Darevskia и выделил типовой вид D. saxicola.

## Классификация
Согласно мнению Аррибаса (1997), род Darevskia включает четыре группы (клады), объединяющие виды по происхождению и родственным связям: raddei, rudis, saxicola и caucasica. В дальнейшем были выделены ещё три клады: praticola, chlorogaster и defilippii. Всего род включает 34 вида, 7 из которых размножаются партеногенетически, и 22 подвида.
| Raddei                                                             | Rudis                                                        | Saxicola                                                     | Caucasica                                                    |
| ------------------------------------------------------------------ | ------------------------------------------------------------ | ------------------------------------------------------------ | ------------------------------------------------------------ |
| Азербайджанская ящерица Darevskia raddei (Boettger, 1892)          | Грузинская ящерица Darevskia rudis (Bedriaga, 1886)          | Скальная ящерица Darevskia saxicola (Eversmann, 1834)        | Кавказская ящерица Darevskia caucasica (Mehely, 1909)        |
| Наирийская ящерица Darevskia nairensis (Darevsky, 1967)            | Краснобрюхая ящерица Darevskia parvula (Lantz & Cyren, 1913) | Ящерица Браунера Darevskia brauneri (Mehely, 1909)           | Альпийская ящерица Darevskia alpina (Darevsky, 1967)         |
| Вифинийская ящерица Darevskia bithynica (Mehely, 1909)             | Ящерица Валентина Darevskia valentini (Boettger, 1892)       | Ящерица Щербака Darevskia sczerbaki (Lukina, 1963)           | Дагестанская ящерица Darevskia daghestanica (Darevsky, 1967) |
| Турецкая ящерица Darevskia clarkorum (Darevsky & Vedmederja, 1977) | Куринская ящерица Darevskia portschinskii (Kessler, 1878)    | Ящерица Линдхольма Darevskia lindholmi (Lantz & Cyren, 1936) | Артвинская ящерица Darevskia derjugini (Nikolsky, 1898)      |
| Аджарская ящерица Darevskia mixta (Mehely, 1909)                   |                                                              |                                                              |                                                              |
| Чернальская ящерица Darevskia dryada (Darevsky & Tuniyev, 1997)    |                                                              |                                                              |                                                              |

| Praticola                                                  | Chlorogaster | Defilippii                                                                                            | Партеногенетические виды                                                              |
| ---------------------------------------------------------- | --- | --- | ------------------------------------------------------------------------------------- |
| Луговая ящерица Darevskia praticola (Eversmann, 1834)      | Зеленобрюхая ящерица Darevskia chlorogaster (Boulenger, 1908)                                                        | Эльбрусская ящерица Darevskia defilippii (Camerano, 1877)                                             | Армянская ящерица Darevskia armeniaca (Mehely, 1909)                                  |
| Понтийская ящерица Darevskia pontica (Lantz & Cyren, 1919) | Darevskia kamii Ahmadzadeh, Flecks, Carretero, Mozaffari, Bohme, Harris, Freitas & Rodder, 2013                      | Darevskia kopetdaghica Ahmadzadeh, Flecks, Carretero, Mozaffari, Bohme, Harris, Freitas, Rodder, 2013 | Бендимахийская ящерица Darevskia bendimahiensis (Schmidtler, Eiselt & Darevsky, 1994) |
|                                                            | Каспийская ящерица Darevskia caspica Ahmadzadeh, Flecks, Carretero, Mozaffari, Bohme, Harris, Freitas & Rodder, 2013 | Darevskia schaekeli Ahmadzadeh, Flecks, Carretero, Mozaffari, Bohme, Harris, Freitas & Rodder, 2013   | Ящерица Даля Darevskia dahli (Darevsky, 1957)                                         |
|                                                            | | Ящерица Штейнера Darevskia steineri (Eiselt, 1995)                                                    | Ящерица Ростомбекова Darevskia rostombekowi (Darevsky, 1957)                          |
|                                                            | | | Белобрюхая ящерица Darevskia unisexualis (Darevsky, 1966)                             |
|                                                            | | | Ящерица Аззелла Darevskia uzzelli (Darevsky & Danielyan, 1977)                        |
|                                                            | | | Сапфировая ящерица Darevskia sapphirina (Schmidtler, Eiselt & Darevsky, 1994)         |

## Виды
Общепризнанными являются следующие виды:
1. Darevskia aghasyani Tuniyev & Petrova, 2019
2. Darevskia alpina (Darevsky, 1967) — Альпийская ящерица
3. Darevskia armeniaca ( Méhelÿ , 1909) — Армянская ящерица
4. Darevskia bendimahiensis ( Schmidtler , Eiselt & Darevsky, 1994)
5. Darevskia bithynica (Méhelÿ, 1909)
6. Darevskia brauneri (Méhelÿ, 1909) — Ящерица Браунера
7. Darevskia caspica Ahmadzadeh et al., 2013
8. Darevskia caucasica (Méhelÿ, 1909) — Кавказская ящерица
9. Darevskia chlorogaster ( Boulenger , 1908) — Зеленобрюхая ящерица
10. Darevskia clarkorum (Darevsky & Vedmederja, 1977) — Турецкая ящерица
11. Darevskia daghestanica (Darevsky, 1967) — Дагестанская ящерица
12. Darevskia dahli (Darevsky, 1957) — Ящерица Даля
13. Darevskia defilippii (Camerano, 1877) — Эльбрусcкая ящерица
14. Darevskia derjugini (Nikolsky, 1898) —  Артвинская ящерица
15. Darevskia dryada (Darevsky & Tuniyev, 1997) — Чернальская ящерица
16. Darevskia kamii Ahmadzadeh et al., 2013
17. Darevskia kopetdaghica Ahmadzadeh et al., 2013
18. Darevskia lindholmi ( Szczerbak , 1962) — Ящерица Линдхольма
19. Darevskia mixta (Méhelÿ, 1909) — Аджарская ящерица
20. Darevskia nairensis (Darevsky, 1967) — Нарийская ящерица
21. Darevskia parvula (Lantz & Cyrén, 1913) — Краснобрюхая ящерица
22. Darevskia pontica (Lantz & Cyren, 1919) — Понтийская ящерица
23. Darevskia portschinskii (Kessler, 1878) — Куринская ящерица
24. Darevskia praticola ( Eversmann , 1834) — Луговая ящерица
25. Darevskia raddei ( Boettger , 1892) — Азербайджанская ящерица или ящерица Радде
26. Darevskia rostombekowi (Darevsky, 1957) — Ящерица Ростомбекова
27. Darevskia rudis (Bedriaga, 1886) — Грузинская ящерица
28. Darevskia sapphirina (Schmidtler, Eiselt & Darevsky, 1994)
29. Darevskia saxicola (Eversmann, 1834) — Скальная ящерица
30. Darevskia schaekeli Ahmadzadeh et al., 2013
31. Darevskia steineri (Eiselt, 1995) — Ящерица Штейнера
32. Darevskia szczerbaki (Lukina, 1963) — Ящерица Щербака
33. Darevskia unisexualis (Darevsky, 1966) — Белобрюхая ящерица
34. Darevskia uzzelli (Darevsky & Danielyan, 1977) — Ящерица Аззелла[10]
35. Darevskia valentini (Boettger, 1892) — Ящерица Валентина

## Распространение
Скальные ящерицы распространены в Абхазии, Азербайджане, Армении, Грузии, Иране, Нагорном Карабахе, России (Адыгее, Дагестане, Ингушетии, Кабардино-Балкарии, Карачаево-Черкесии, Краснодарском крае, Республике Крым, Северной Осетии-Алании, Ставропольском крае и в Чечне), в Турции и Южной Осетии. Границы ареала некоторых видов достоверно не известны, но предполагаемые районы их встреч совпадают с уже указанными местами распространения для всего рода в целом.

## Местообитания
Скальные ящерицы встречаются в различных высотных зонах от 0 до 3000 м н.у.м. и занимают разнообразные ландшафты: горно-степные, лесостепные, горно-луговые, горно-лесные, антропогенные и прибрежные. По приуроченности к тем или иным местообитаниям их условно можно разделить на несколько групп:
1) Ящерицы, обитающие в лесу, по занимаемым микрорельефам подразделяются на: придерживающихся выходов горных пород (D. raddei, D. brauneri) и не зависящих от них, способных жить в местообитаниях, в которых отсутствуют скалы, используя в качестве укрытий норы грызунов, лиственный опад, полости в деревьях и кору (например, D. chlorogaster, D. armeniaca).
2) Обитающие в районах выходов коренных пород и глинистых обрывов на альпийских и субальпийских лугах. В качестве укрытий они часто используют норы грызунов, полости между камнями и трещины в скалах. Данных местообитаний придерживаются D. alpine и D. mixta, D. armeniaca и D. valentini.
3) Скальные ящерицы сухих и умеренно сухих ландшафтов (высокогорные степи) скал и их подножий на склонах с сухолюбивой кустарниковой и травянистой растительностью, откосы дорог. Подобные места обитания имеют большое количество расщелин и пустот, служащих убежищами для ящериц. В подобных ландшафтах встречаются такие виды, как: D. rudis, D. portschinski, D. daghestanica, D. raddei, D. saxicola.
4) Занимающие антропогенные местообитания: заброшенные здание, стены в городах, заброшенные храмы, монастыри и т. д., где их численность нередко превышает таковую в естественных местах обитания. Например, D. armeniaca, D. lindholmi, D. dahli.
Скальные ящерицы встречаются на высотах 0 — 3000 м н.у.м. Зональное и географическое распространение определяется количеством осадков, средней годовой температурой, продолжительностью неблагоприятного времени года и экспозицией склона. Например, D. daghestanica на южном склоне Большого Кавказского хребта (Южная Осетия) распространён на высотах 1500—1800 м н.у.м., а на северных склонах (Дагестан) — 50 — 2100 м н.у.м.

## Питание
Скальные ящерицы питаются различными беспозвоночными с размером тела от нескольких миллиметров до 4 см: пауками, двукрылыми, чешуекрылыми, перепончатокрылыми, тараканами, прямокрылыми, полужесткокрылыми, жесткокрылыми, мокрицами, червями, слизнями, морскими и пресноводными бокоплавами, ручейниками, хирономидами и иногда частями растений. Также были зафиксированы единичные случаи каннибализма, когда взрослые съедали ювенильных особей.
Несмотря на разнообразие кормовой базы, у скальных ящериц могут вырабатываться предпочтения к питанию беспозвоночными определённой группы (например, летающими формами муравьёв), что вызвано сезонными изменения в доступности или численности такого типа добычи. Даже после существенного сокращения плотности беспозвоночных этой группы, ящерицы продолжают какое-то время охотиться на них при наличии более доступных кормовых объектов.

## Плотность населения и пространственная структура популяции
Скальные ящерицы крайне редко встречаются поодиночке, обычно образуя поселения. Плотность населения партеногенетических скальных ящериц может изменяться в более широком диапазоне, нежели у бисексуальных видов: до 200 особей на 1 км маршрута у однополых видов и до 80 особей у обоеполых, что объясняется тем, что партеногенетические виды менее агрессивны и имеют большую скорость увеличения популяционной численности.
Для скальных ящериц характерны сложные и разнообразные социальные системы, которые, в частности, характеризуются стабильными многолетними дружественными связями между самцом и самкой и территориальными либо иерархическими отношениями между особями одного пола.
Основу поселений бисексуальных скальных ящериц составляют оседлые самцы и самки, обладающие индивидуальными участками, зачастую перекрывающимися между собой. У ряда видов некоторые самцы обладают территориями, охраняемыми от других самцов. Территории самцов между собой никогда не перекрываются, но их центры активности, связанные в первую очередь с баскингом, совпадают с центрами активности самок, обитающими в пределах их территорий.
Изучению социального поведения и пространственной структуры популяций скальных ящериц посвящён ряд научных работ, опубликованных по результатам многолетних исследований.

## Активность
Сезонная активность скальных ящериц определяется температурными показателями и в связи с этим у видов, обитающих на разных высотах, различаются сроки выхода из зимовочных убежищ, период спаривания, откладки яиц, вылупления молодых особей и время ухода на зимовку. Примерно с конца февраля до конца мая происходит выход из зимовочных убежищ, а активный период составляет от 6—7 месяцев (в горах) и до 9—10 месяцев (в долинах и на берегу моря). В течение этого периода половозрелые особи спариваются, а самки откладывают яйца. Уход в спячку происходит с конца сентября по середину ноября.
Начало и конец суточной активности ящерицы определяется условиями освещённости в пределах индивидуального участка особи и у некоторых особей может начинаться рано утром, в то время как особи, обитающие на склонах северной экспозиции или в глубоких лесных долинах, активны несколько часов в середине дня. После нагревания (баскинга) температура тела ящерицы достигает примерно 30—34 °C, и она начинает рутинную активность, направленную на жизнеобеспечение организма. Ближе к вечеру, когда жара спадает, животные возвращаются на места баскинга и в течение некоторого времени остаются там, после чего отправляются в свои ночные убежища.

## Размножение
Половозрелости скальные ящерицы достигают на втором (самки) и третьем (самцы) году жизни при общей продолжительности жизни до 13 лет. Спаривание одних видов скальных ящериц происходит после первой линьки, спустя примерно 3—5 недель после выхода из зимовки (D. brauneri), у других — сразу после выхода из зимовочного убежища (D. valentini). Откладывание яиц начинается со второй половины июня и длится до начала августа. В кладке обычно от 2 до 7 яиц. Инкубационный период длится примерно 55—65 дней. Молодняк с длиной тела около 25 мм рождается в конце лета.

## Эволюция и происхождение партеногенетических видовDarevskia
Обособление рода Darevskia от подсемейства Lacertinae произошло примерно 12-16 млн л.н., в середине миоцена. Предположительно, на территорию Западного Кавказа предковая форма рода Darevskia проникла в среднем миоцене или в среднем плиоцене, когда имелась сухопутная связь между Малой Азией и Балканами.
Род скальных ящериц насчитывает 7 партеногенетических видов: D. armeniaca, D. bendimahiensis, D. dahli, D. rostombekovi, D. sapphirina, D. unisexualis и D. uzzelli, образовавшиеся в результате гибридизации самцов и самок разных бисексуальных видов. При этом в качестве отцовских видов всегда вступают D. valentini и D. portschinskii, а материнских — D. mixta, D. nairensis, D. raddei. С точки зрения классической биологической концепции вида однополым таксонам не может быть присвоен видовой статус из-за отсутствуя обмена генетическим материалом между особями внутри одной популяции. Однако на основании морфологических и цитогенетических признаков им присваивают видовой ранг.
Появление партеногенетических видов принято связывать с последним, вюрмским оледенением. Партеногенетические скальные ящерицы возникли около 10 тыс. лет назад, когда из-за сформировавшихся горных ледников произошло нарушение местообитаний родительских обоеполых видов, что привело к перекрыванию их ареалов и гибридогенному образованию партеногенетических особей, лучше приспособленных к условиям короткого лета и длинной зимы. Благодаря удвоенным темпам воспроизводства и успешному расселению однополые популяции в дальнейшем начали существовать независимо от родительских видов.
В местах перекрывания ареалов партеногенетических и обоеполых видов происходит гибридизация, в результате которой появляются триплоидные стерильные самки и небольшое число самцов, с изменениями в репродуктивной системе (сбои в образовании половых продуктов, гермафродитизм). Тем не менее, предположительно, эти самцы способны давать потомство, что приводит к появлению тетраплоидных гибридов. Иногда самцы появляются из неоплодотворенных яиц, отложенных партеногенетическими самками. Как и самцы гибридогенного происхождения, они имеют репродуктивные нарушения, что, возможно, не мешает им давать потомство. Небольшое количество выходящих из кладок партеногенетических самок самцов объясняется часто возникающими мутациями, несовместимыми с жизнью.
Несмотря на то, что в результате партеногенеза рождаются особи, получающие наследственный материал только от материнского организма, выявлено небольшое внутривидовое генетическое разнообразие, вызванное мутационными процессами, генетической нестабильностью и возникновением однополых видов в результате неоднократного и независимого скрещивания родительских видов между собой.